# 犬齒
犬齿（canine tooth）又称尖牙（cuspid）、犬牙（dog tooth），是很多哺乳动物口腔中，位于门齿和臼齿之间的牙齿。每侧上下顎各有一枚，一共四枚。在人类是位于上下牙弓正中线两侧的第三牙。

## 概述
犬齿的外形一般呈尖锥形，其牙根比门齿长而粗大，深入牙槽骨中。犬齿因其形状，犬齿更适用于穿刺和撕裂食物而不是咀嚼。

## 人類犬齒
人类的乳齿和恒齿各有4颗犬齿，位于左右、上下的侧门齿和前臼齿之间。
考古证明现代人类的犬齿（以及其他牙齿）比早期人类有所退化，这可能是火的使用导致肉类和其他食物更加容易咀嚼的缘故。

## 動物犬齒
肉食动物（尤其是食肉目）一般都有强大而锐利的犬齿，甚至突出口外形成獠牙，被动物来用作武器，如野猪的獠牙是下顎犬齒（而河馬則是上下顎），海象是上顎犬齒。草食动物例如奇蹄目的犬齿则大多小而退化。大象的象牙並非犬齒，而是发达的门齿。兔形目、啮齿目等一些动物則缺乏犬齿。